# Трънска пещера
Трънската пещера, Вълчата пещера или Скордилевата пещера (на албански: Shpella e Trenit, Shpella e Ujkut, Shpella e Skordilevës) е карстова пещера, разположена над село Трън, Албания. В пещерата са открити останки от праисторически живот. Пещерата е обявена за археологически паметник на културата под № 6 на 15 януари 1963 година.

## Местоположение
Пещерата е разположена на 706 m надморска височина, северозападно от Трън и северозападно под Траяновата крепост, на юг от изхода на пролома Гърло (Вълчия пролом).

## Описание
Пещерата е образувана от карстовия процес, тоест от разпадането на скалния слой триаско-юрски варовици. Дълга е 40 m, висока 6 m, а ширината ѝ варира между 10 и 12 m.
През лятото в пещерата се срещат колонии от 2000 – 2500 прилепа, но и други видове насекоми и безгръбначни, характерни за пещерния биотоп.
В пещерата са открити следи от неолитна човешка дейност с керамика, датиращи от около 6000 година пр.н.е. Праисторическото селище става известно за първи път през 1952 година от наблюденията на Хасан Чека и Скендер Анамали.
В пещерата са запазени добре праисторически рисунки, предимно с ловни сцени.